# Tom Bridger
Thomas "Tommy" Bridger (1934. június 24. – 1991. július 30.) brit autóversenyző.

## Pályafutása
1958-ban részt vett a Formula–1-es világbajnokság marokkói versenyén. A futamon egy Formula–2-es Cooperel indult, azonban egy baleset miatt nem ért célba.
1958-ban rajthoz állt a Le Mans-i 24 órás viadalon is. A futamra honfitársával, Peter Blondal nevezett. Kettősük nyolcvanhárom kör megtétele után kiesett.

## Eredményei

### Le Mans-i 24 órás autóverseny
| Év   | Csapat     | Autó   | Csapattárs  | Helyezés |
| ---- | ---------- | ------ | ----------- | -------- |
| 1958 | John Ogier | Tojero | Peter Blond | Kiesett  |

### Teljes Formula–1-es eredménysorozata
(Táblázat értelmezése)

(Félkövér: pole-pozícióból indult; dőlt: leggyorsabb kört futott) 

| Év   | Csapat                     | Modell          | Motor             | 1   | 2   | 3   | 4   | 5   | 6   | 7   | 8   | 9   | 10  | 11     | Helyezés | Pont |
| ---- | -------------------------- | --------------- | ----------------- | --- | --- | --- | --- | --- | --- | --- | --- | --- | --- | ------ | -------- | ---- |
| 1958 | British Racing Partnership | Cooper T45 (F2) | Climax Straight-4 | ARG | MON | NED | 500 | BEL | FRA | GBR | GER | POR | ITA | MOR Ki | -        | 0    |

## Külső hivatkozások
- Profilja a grandprix.com honlapon (angolul)
- Profilja a statsf1.com honlapon (angolul)
- Profilja a driverdatabase.com honlapon (angolul)